# Proyecto de Red Expresa Regional para Buenos Aires (1973)

Traza de las líneas 1 y 2 de la Red del Expreso Regional de Buenos Aires según planteo del EPTRM:
Línea 1 (Garín-La Cumbre)
Línea 2 (Villa Rosa-La Plata)
Otras líneas ferroviarias

La Red del Expreso Regional (RER) fue un proyecto de modernización ferroviaria argentino realizado a fines de la década de 1960 para el Gran Buenos Aires. El mismo consistiría en dos partes: la denominada Red del Expreso Regional y el conjunto de líneas de la red ferroviaria existente no incorporadas al RER, las cuales serían objeto de importantes mejoras infraestructurales.

## Historia
El Proyecto de Red Expresa Regional para Buenos Aires comenzó con la confección del Estudio Preliminar del Transporte de la Región Metropolitana de 1973 confeccionado por el Ministerio de Economía.
La iniciativa fue inspirada por una red análoga creada pocos años atrás en París, el Réseau Express Régional (RER), que unió distintas líneas suburbanas con túneles bajo el centro de la ciudad.

## Características técnicas

### Alimentación eléctrica
Se planificaba la alimentación por catenaria monofásica de 25 kV y 50 Hz.

### Capacidad de transporte
Se buscaba una frecuencia de 3 minutos en hora pico. Teniendo en cuenta que se estimaba la capacidad por coche en 200 pasajeros (74 sentados y 126 de pie) y que los convoyes estarían conformados por 9 coches, la capacidad por hora de transporte sería de 36 000 pasajeros por dirección.

## Líneas

### Línea 1 (Garín-La Cumbre)
La Línea 1 hubiese empezado en la Estación Garín, Partido de Escobar, continuando por el trazado del ramal a Capilla del Señor del Ferrocarril Mitre hasta el Empalme Bancalari. Allí, tomaría el ramal José León Suárez, pasando por las estaciones San Martín y Villa Urquiza, entre otras, hasta llegar a la Estación Retiro. Luego de transitar por el Cruce del Área Central, subiría por una rampa hasta las vías del Ferrocarril Roca. El recorrido hubiese seguido por la vía cuádruple del Ferrocarril Roca hasta llegar al Nudo Combinatorio Temperley. La línea continuaría por el ramal vía circuito hasta la Estación Zeballos, continuando por la traza del ex-Ferrocarril Provincial, hasta la Estación La Cumbre, en el Gran La Plata.

### Línea 2 (Villa Rosa - La Plata)
La Línea 2 hubiese tenido como punta de riel Norte la Estación Villa Rosa. Hubiera seguido el trazado del Ferrocarril Belgrano Norte hasta la Estación Retiro. Luego, tomaría por el Cruce del Área Central hasta Plaza Constitución. Seguiría su recorrido por la vía cuádruple del Ferrocarril Roca hasta la Estación Avellaneda y continuaría por la vía Quilmes del Ferrocarril Roca hasta la Estación La Plata.

## Cruce del Área Central
Para unir las estaciones ferroviarias de Constitución y Retiro, el proyecto establecía la construcción de un túnel urbano de 4.660 metros denominado Cruce del Área Central. El mismo consistiría en un complejo de dos túneles superpuestos de dos vías unidireccionales cada uno. El túnel de dirección norte-sur sería el superior, mientras que el túnel inferior sería el de dirección sur-norte. Tendría una única estación bajo la Plaza Colón, detrás de la Casa Rosada.

## Proyectos ferroviarios complementarios

### Zona Norte
- Vinculación de las estaciones Borges y Olivos del Ferrocarril Mitre: se planificaba la corrida de servicios Tigre - Retiro tanto por los ramales C y R.

### Zona Oeste
- Reconstrucción del Ferrocarril Sarmiento entre Villa Luro y Haedo: se lo localizaría a bajo nivel en su zona de vía previa, eliminando los pasos a nivel y construyendo la Autopista Acceso Oeste, como parte del Proyecto Acceso Ferrovial Oeste.
- Prolongación del Ferrocarril Sarmiento al Microcentro: se planeaba la construcción de un túnel de doble vía entre Plaza Miserere y Plaza Colón, donde pasaría a tener su estación terminal. Combinaría en la misma con las líneas de RER 1 y 2.

### Zona Sudoeste
- Vinculación de las estaciones Aldo Bonzi y Tapiales del Belgrano Sur: se vincularían los ramales M y G de esta línea ferroviaria con el fin de poder correr trenes desde la Estación Libertad hasta la Estación Buenos Aires, en el barrio de Barracas. Este proyecto logró concretarse.
- Vinculación entre Estación Buenos Aires y Constitución: sería una conexión mediante un viaducto ferroviario.